# Río Đồng Nai
El Dong Nai (Đồng Nai en vietnamita) es un río de Vietnam que nace en la parte central del sur del país y tiene 800 km de longitud.